# That's the Truth
That's the Truth è un singolo del gruppo musicale britannico McFly, pubblicato nel 2011 ed estratto dal loro quinto album in studio Above the Noise. 

## Tracce
- CD 1 (UK)

1. That's the Truth
2. Shine a Light (Live)

- CD 2 (UK)

1. That's the Truth
2. I'll Be Your Man (Live)
3. I Need a Woman (Live)
4. Nowhere Left to Run (Danny Jones Remix)

## Classifiche
| Classifica (2011) | Posizione raggiunta |
| ----------------- | ------------------- |
| Regno Unito       | 35                  |